# أنسطاس شاهين
أنسطاس شاهين (1901-1974)، طبيب سوري وعميد كلية الطب في جامعة دمشق خلال السنوات 1949-1954. 
تزوج في العام 1941 من السيدة "أيفون بنت جرجي نحاس"، وأنجب منها ابنه البكر نقولا شاهين عام 1942، الذي أكمل في نفس الاختصاص الطبي من بعده، وتلاهما الطبيب كريم نقولا شاهين، حفيد أنسطاس، في نفس العيادة العائلية.

## البداية
ولد انسطاس شاهين في حي القيمرية الدمشقي، وكان والده نقولا شاهين أحد أبرز ضباط الشرطة خلال الحكم العثماني، وصل إلى منصب قائد شرطة سورية عام 1922، خلفاً لأحمد حمدي الجلّاد. دَرس أنسطاس شاهين في معهد الطب العثماني في دمشق وسافر بعدها إلى باريس لدراسة الطب الشعاعي في جامعة السوربون، لكن سرعان ما فضّل التخصص بأمراض الأنف والأذن والحنجرة في مستشفى لاريبواسير الفرنسية. عاد إلى دمشق عام 1928 لفتح عيادة طبية في حي القيمرية، في مقر أصبح اليوم ملجأً للأيتام تابعاً للكنيسة الأورثوذوكسية. انتقل بعدها إلى القرب من جسر فيكتوريا جانب فندق سميراميس، حيث كانت عيادته حتى عام 1974.

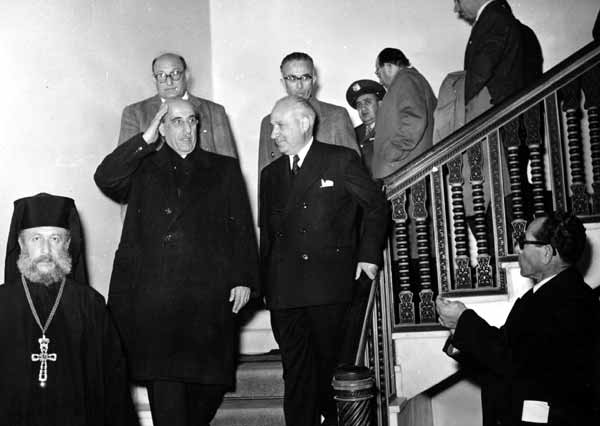
أنسطاس شاهين

## نشاطه العلمي
عَمل أنسطاس شاهين طوال حياته ضمن الهيئة التدريسية للجامعة السورية، حيث رُفع إلى مرتبة بروفيسور عام 1942 قبل تعيينه عميداً لكلية الطب عام 1949 خلال رئاسة الدكتور قسطنطين زريق للجامعة. بقي في منصبه حتى عام 1954. رُشّح لتولي وزارة الصحة في حكومة الرئيس صبري العسلي ولكنه رفض، تمسكاً بواجباته العِلمية تجاه طلابه.

## نشاطه الأهلي
انتسب انسطاس شاهين إلى العشيرة الماسونية وكان عضواً فاعلاً في محفل قاسيون ثمّ في محفل سورية ولبنان، كما أنه كان ناشطاً في نادي الروتاري السوري الذي أصبح رئيساً له من عام 1955 وحتى حظره في زمن الرئيس أمين الحافظ عام 1965. إضافة إلى أنه كان عضواً فعالاً في مجلس الطائفة الأورثوذكسية في دمشق وأحد أبرز داعمي الكاثدرائية المريمية، كونه من أشهر أعيان الأورثوذوكس في سورية.